# Fortezza Svevo-Angioina
La Fortezza Svevo-Angioina (detta anche Castello di Lucera), è una storica struttura militare risalente al XIII secolo, edificata in età federiciana e angioina, dichiarata nel 1871 Monumento Nazionale Italiano. Tra i simboli principali di Lucera e della Regione Puglia, sorge su una collina che domina l'intera città, ed offre una vista panoramica sulla piana circostante, conosciuta come il Tavoliere delle Puglie. Questo posizionamento strategico la rendeva un importante punto di controllo e difesa nel corso della sua storia, contribuendo alla sua rilevanza militare e politica.
Attorno al 1233, Federico II fece edificare il suo Palatium, al quale Carlo I d'Angiò affiancò la maestosa Fortezza, terminata nel 1283, adibita a cittadella.
L'intera area costituisce zona archeologica. Sono infatti visibili tracce di epoche diverse: capanne neolitiche, ruderi del periodo romano, paleocristiano, svevo e angioino.

## Storia

### Origini
Nel corso dei secoli, la sommità di Colle Albano è sempre stata considerata una posizione strategica, per la sua dominazione sul Tavoliere di Puglia e la sua difesa per tre lati da ripide pareti a strapiombo.
La collina fu abitata fin dal III millennio a.C.: ricerche archeologiche, effettuate nel 1964, hanno acclarato la presenza di un insediamento neolitico.
Al periodo dauno sono datate alcune ceramiche, che documentano l'occupazione dei sito nell'età del bronzo. Nell'Ottocento fu ritrovato il carrello di Lucera, un gruppo di bronzetti con figure umane ed animali che compongono probabilmente una scena rituale, datato all'VIII secolo a.C. ed appartenente forse in origine ad un corredo funerario. I bronzetti, inizialmente inseriti nella collezione privata del lucerino Onofrio Bonghi, sono in seguito passati quasi tutti presso l'Ashmolean Museum di Oxford.
Luogo dell'acropoli della Lucera romana, di cui oggi si conservano alcuni resti archeologici nella zona adiacente alla Torre della Leonessa, diviene in seguito luogo di culto cristiano: sono infatti documentati i resti di una basilica paleocristiana.

### IlPalatium

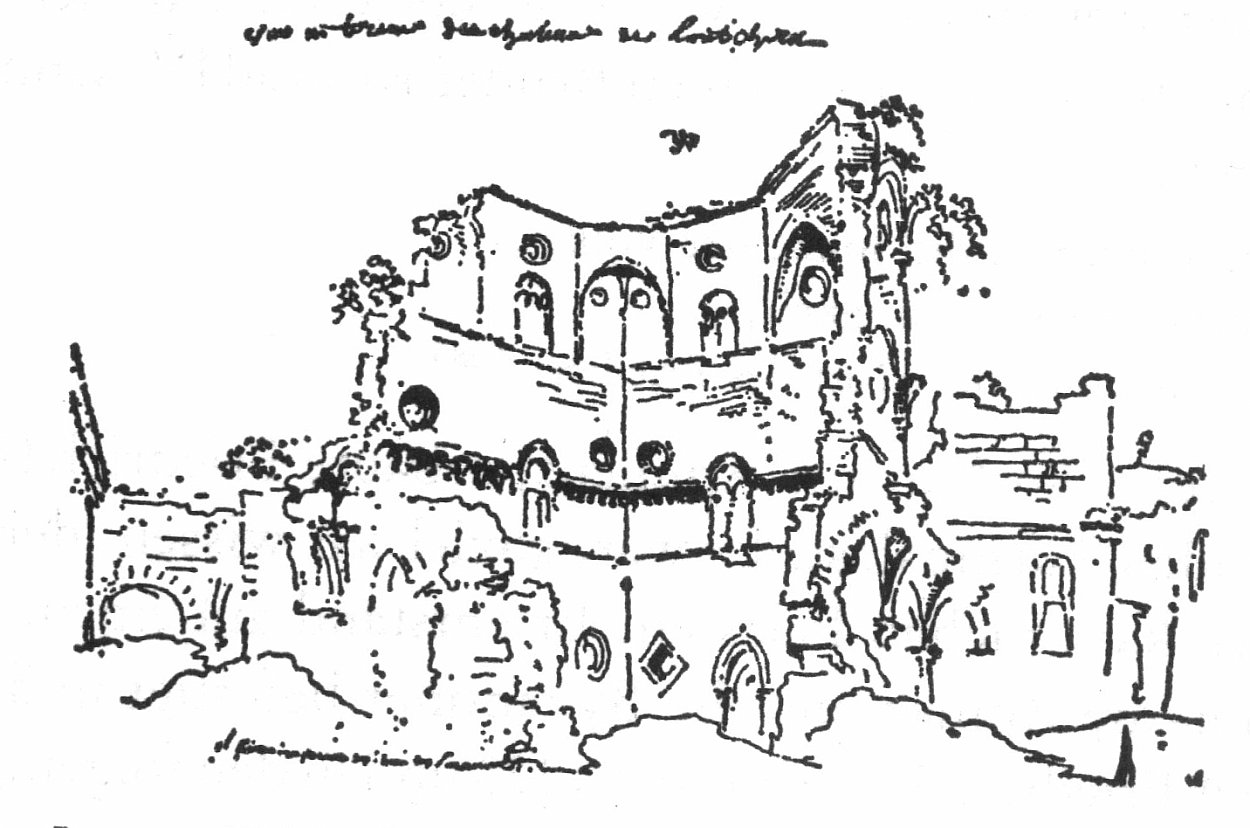
Disegno delle rovine del Palatium di Federico II nel 1778

Dal 1223 in poi, Federico II fa deportare i Saraceni di Sicilia a Lucera, che diviene quindi un importante insediamento musulmano. Dopo il 1233, l'imperatore fa edificare su colle Albano il suo Palatium. Purtroppo non esiste nessun documento che ne attesti l'inizio o la fine dei lavori.
La struttura originaria presentava una forma a torre con quattro ali disposte attorno ad un cortile quadrato. In una descrizione di epoca moderna, vengono descritti alcuni dettagli dell'edificio superstite da cui si apprende la presenza di ben 32 stanze su due piani, con delle torrette minori a ciascun angolo del quadrilatero.
Sul cortile si affacciavano ampi portali e, grazie alla testimonianza di incisioni sempre di epoca moderna, sia le finestre che le aperture avevano decorazioni e fregi di stampo arabo-normanno. All'apice del cortile, in un interessante gioco di archi ogivali disposti ai quattro angoli, la struttura assumeva una forma ottagonale. Gli interni erano ricoperti di breccia corallina, materiale utilizzato anche a Castel del Monte. Nel cortile del Palatium, vi è la presenza di un pozzo.

La base quadrangolare, il basamento troncopiramidale, tuttora visibile, risulta dai progetti posteriori dei Francesi, e non presenta accessi al livello della strada, per cui ci si è posti il problema di come fosse possibile l'ingresso. È stato supposto che l'ingresso fosse reso possibile dalla presenza di scale calate dall'alto, mentre un'ipotesi più suggestiva (avvalorata dal ritrovamento di gallerie sotterranee nei pressi del castello) propone come via di accesso un ingresso sotterraneo. L'assenza di un portone, comunque, è significativa dell'importanza strategica del castello, che in questo modo risultava più difficile da espugnare.

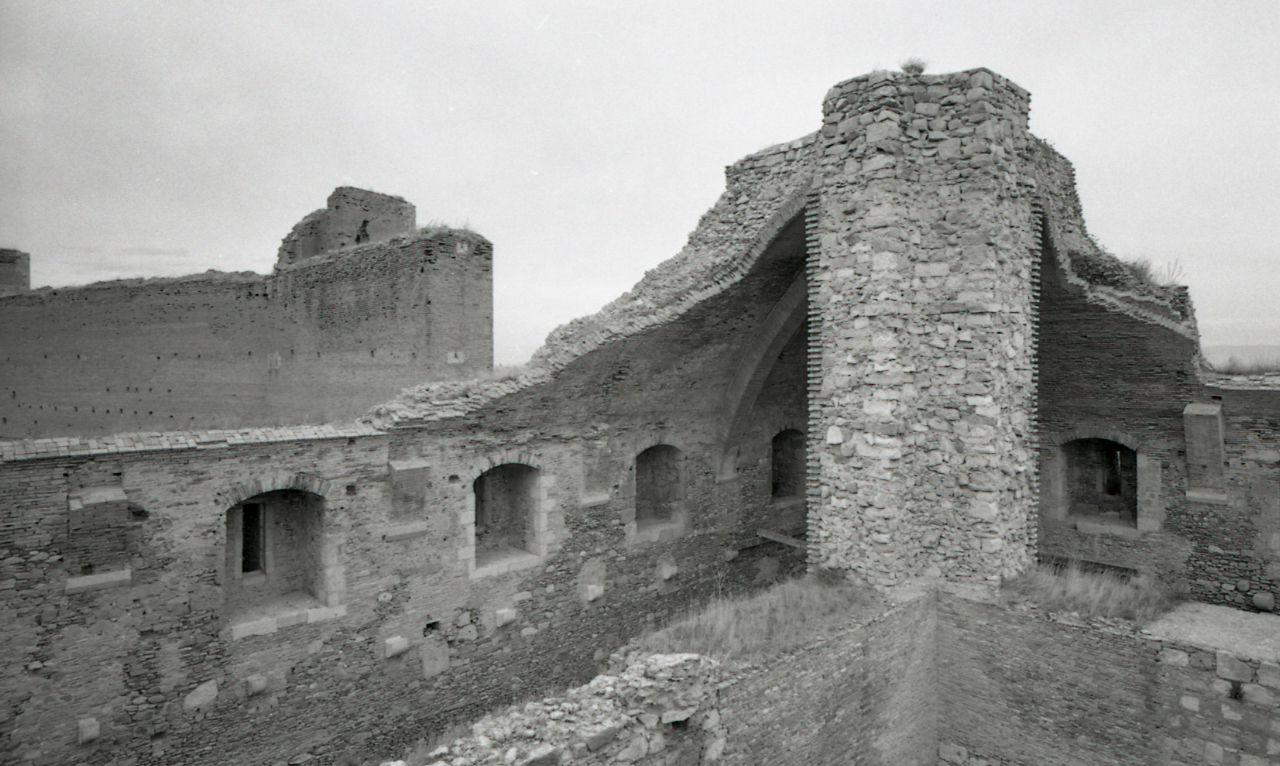
I resti del Palatium negli anni Cinquanta dopo il consolidamento e la costruzione di una colonna portante per evitarne il crollo.

Federico II vi soggiornò diverse volte e da qui probabilmente emanò i documenti rogati a Lucera. Sotto Corrado IV di Svevia custode del palazzo fu Giovanni Moro, già servitore di Federico e poi Camerario del Regno di Sicilia.
Vi trovò rifugio Manfredi di Svevia nel novembre 1254 in cui trovò la camere di suo fratello Corrado, di Giovanni Moro, e del marchese Ottone di Hohenburg. Da una finestra del palatium tenne un importante discorso alla città in cui esponeva le sue ragioni nell'ambito delle lotte con il papato.
Nel 1266 vi si rifugiarono la regina Elena Ducas, moglie di Manfredi, con i suoi figli, prima della famosa battaglia di Benevento. Venuti a sapere della disfatta sveva, scapparono verso Trani ma furono arrestati, imprigionati e poi consegnati al vincitore Carlo I d'Angiò.

Veduta della cinta muraria della Fortezza Svevo-Angioina, Colle Albano, Lucera

A partire dal 1268 fino al 27 agosto del 1269, Carlo I d'Angiò pose l'assedio di Lucera, concluso con la presa per fame della città saracena. Da quel momento tutte le strutture presenti intorno al palazzo furono distrutte e al loro posto fu eretta l'attuale fortezza, una vera e propria cittadella fortificata. Probabilmente è da riferire a questo periodo la costruzione della maczia trapezoidale edificata per proteggere la struttura e adattarla alla nuova funzione di carcere (stessa sorte che toccò a Castel del Monte) e a magazzino. 

### La fortezza
Tra il settembre 1269 e il 1283, Carlo I d'Angiò fa realizzare, in due fasi di programma, la maestosa fortezza, con una cinta muraria di circa 900 metri di perimetro, inglobando al suo interno il palatium di Federico II.
La nascita del presidio militare vede la presenza di architetti, quali Pierre d'Angicourt e Riccardo da Foggia. Alla fabbrica lavorarono anche Pierre de Chaulnes e, nel 1275, anche Nicola di Bartolomeo da Foggia.
All'interno della Fortezza, venne realizzata una cittadella, con l'arrivo di famiglie provenzali, con l'edificazione di case, caserme, una cisterna e una chiesa gotica, composta da un'ala rettangolare e da un'abside semi-esagonale. Come materiale di costruzione, vennero utilizzati anche i resti delle costruzioni romane ancora presenti nella zona. La cittadella cristiana si contrappose all'insediamento musulmano.
Tra il 15 ed il 24 agosto del 1300, la colonia saracena di Lucera venne annientata per volontà di Carlo II d'Angiò.
A metà del XV secolo ci fu un devastante terremoto che danneggiò gravemente la città e con lei la fortezza. Si può fissare in questo periodo il declino dell'intera struttura che venne progressivamente abbandonata.
Nel XVIII secolo, le costruzioni all'interno della fortezza vennero demolite e, assieme a parti del palazzo federiciano, i materiali di risulta vennero utilizzati per la costruzione di edifici nel centro storico di Lucera: in particolare, il portale della Chiesa del Carmine e dell'Orto dei Cappuccini furono adornati in gran parte con le particolari pietre in breccia corallina che costituivano l'interno del palazzo svevo. Si pensò persino di vendere l'intera area come cava di materiale da costruzione ma non vi furono acquirenti interessati.
Nel XIX secolo iniziarono i primi restauri della fortezza e nel 1871 venne dichiarata Monumento nazionale.
Agli inizi del XX secolo lo storico Eduard Sthamer ha raccolto in un'unica pubblicazione tutti i documenti svevi sul palazzo di Federico II e angioini sulla fortezza di Carlo I d'Angiò.
Nel 2000 viene inaugurato il ponte sul fossato, nel punto in cui originariamente era presente il ponte levatoio. Ciò ha permesso di accedere alla struttura direttamente da Porta Lucera, dopo secoli in cui l'accesso era consentito solo da Porta Castel Fiorentino.
Dopo anni di attesa, nel 2016 la Regione Puglia ha stanziato per il dissesto idrogeologico del versante collinare 3 milioni di euro mentre, nel 2017, il Ministero dei beni e delle attività culturali e del turismo ha stanziato 2 milioni di euro per il restauro e la valorizzazione della Fortezza svevo-angioina i cui lavori sono iniziati nel novembre 2022.

## Struttura

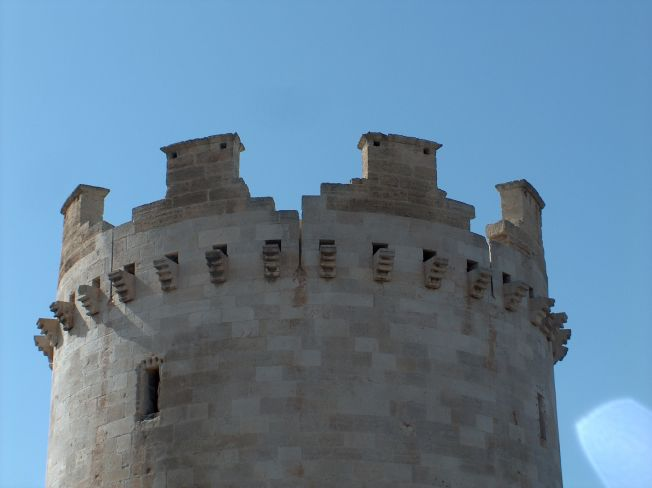
Particolare della Torre della Leonessa

La cinta muraria irregolare che cinge l'intera collina su cui sorge la fortezza è lunga 900 metri, per un'altezza di 13 metri, e si compone anche di 13 torri quadrate, 2 bastioni pentagonali, 7 contrafforti e 2 torri cilindriche angolari: la Torre "della Leonessa" (su una delle mensole della Torre residuano le tracce delle zampe anteriori e posteriori di un leone/leonessa con funzione di doccione per le acque piovane, da qui verosimilmente l'appellativo di Torre della Leonessa), (o per tradizione popolare "della Regina"), merlata, alta 25 metri e larga 14, e la Torre "del Leone" (o per tradizione popolare "del Re"), alta 15 metri e larga 8.
L'accesso alla fortezza è consentito da quattro porte: Porta Lucera, Porta Troia, Porta Guardiola e Porta Fiorentino.
La fortificazione racchiudeva una vera e propria cittadella, contenente gli alloggiamenti, una cappella, una cisterna per la raccolta d'acqua e il ponte sul fossato, realizzato in epoca angioina. La cisterna circolare è posta al di sotto dell'area fra la Torre del Leone e Porta Lucera; profonda 14 metri, garantiva la riserva idrica della fortezza.

## Media
Nella Fortezza Svevo-Angioina sono state girate diverse scene del film Il soldato di ventura (1976) di Pasquale Festa Campanile con la ricostruzione, al suo interno, delle case, di una chiesa e di altre strutture.